# Untereinzel
Untereinzel ist ein Gemeindeteil der Marktes Stammbach im Landkreis Hof (Oberfranken, Bayern). Untereinzel liegt in der Gemarkung Förstenreuth.

## Geografie
Die Einöde liegt in direkter Nachbarschaft zu Mittlereinzel im Nordwesten. Eine Gemeindeverbindungsstraße führt nach Förstenreuth zur Kreisstraße HO 35 (0,9 km westlich) bzw. die Bahnstrecke Bamberg–Hof unterquerend zur Kreisstraße HO 21 bei Loh (0,9 km südöstlich). Ein Anliegerweg verläuft parallel zur Bahnstrecke nach Obereinzel (0,5 km nördlich).

## Geschichte
Untereinzel gehörte zur Realgemeinde Förstenreuth. Gegen Ende des 18. Jahrhunderts bestand Untereinzel aus einem Anwesen. Die Hochgerichtsbarkeit stand dem bayreuthischen Vogteiamt Stammbach zu. Das bayreuthische Stiftskastenamt Himmelkron war Grundherr des Drittelhofes.
Von 1797 bis 1810 unterstand Untereinzel dem Justiz- und Kammeramt Gefrees. Infolge des Ersten Gemeindeedikts wurde Untereinzel dem 1812 gebildeten Steuerdistrikt Stammbach und der zugleich entstandenen Ruralgemeinde Stammbach zugewiesen. 1840 erfolgte die Umgemeindung in die neu gebildete Ruralgemeinde Förstenreuth. Im Zuge der Gebietsreform in Bayern wurde Untereinzel am 1. Juli 1972 nach Stammbach eingemeindet.

### Baudenkmäler
- Bahnstrecke Bamberg–Hof, Durchlass[8]
- Bahnstrecke Bamberg–Hof, Bahnbrücke[8]

### Einwohnerentwicklung
| Jahr      | 001812 | 001819 | 001861 | 001871 | 001885 | 001900 | 001925 | 001950 | 001961 | 001970 | 001987 |
| Einwohner | *      | *      | 6      | 10     | 8      | 4      | 5      | 6      | 6      | 9      | 7      |
| Häuser    |        |        |        |        | 1      | 1      | 1      | 1      | 1      |        | 1      |
| Quelle    | [ 6 ]  | [ 10 ] | [ 11 ] | [ 12 ] | [ 13 ] | [ 14 ] | [ 15 ] | [ 16 ] | [ 17 ] | [ 18 ] | [ 1 ]  |

## Religion
Untereinzel ist  evangelisch-lutherisch geprägt und nach St. Maria (Stammbach) gepfarrt.